# آمونیوم لوریل سولفات
آمونیوم لوریل سولفات (به انگلیسی: Ammonium lauryl sulfate) با فرمول شیمیایی C۱۲H۲۹NO۴S یک ترکیب شیمیایی با شناسه پاب‌کم ۱۶۷۰۰ است. که جرم مولی آن ۲۸۳٫۴۳ g/mol می‌باشد.